# Wu Xia
Pour l’article homonyme, voir Swordsman.
Pour l’article homonyme, voir Wuxia (homonymie).
Pour plus de détails, voir Fiche technique et Distribution.
Wu Xia (en chinois : 武俠; pinyin: Wǔ xiá), ou Swordsmen, est un film sino-hongkongais d'arts martiaux sorti en 2011 et réalisé par Peter Chan. Les acteurs principaux sont Donnie Yen, Takeshi Kaneshiro et Tang Wei. 
Il est présenté et projeté en « Séances de minuit » au Festival de Cannes en mai 2011.

## Intrigue
L'action se déroule en 1917 en République de Chine, Liu Jinxi et sa femme Yu forment un couple ordinaire avec deux enfants, Fangzheng and Xiaotian. La famille vit dans le village Liu, dans la province du Yunnan (云南). Un jour, deux bandits essayent de voler le magasin du village. Liu, qui était dans le magasin à ce moment-là, se bat pour protéger les propriétaires et finit par tuer les bandits. Le detective Xu Baijiu, qui est envoyé pour enquêter sur l'affaire, découvre que l'un des bandits morts était Yan Dongsheng, un des dix bandits les plus recherchés par le gouvernement chinois.
Seulement, Xu devient suspicieux parce qu'il ne croit pas que Liu ait put vaincre un bandit si prestigieux. D'après les preuves qu'il recueille, il soupçonne Liu d'être en fait un excellent artiste martial qui dissimule ses talents. Il découvre ensuite que Liu est en fait Tang Long, un criminel faisant partie du groupe des 72 Démons. Même si Liu admet être Tang Long, et explique qu'il a quitté le groupe auquel il appartenait et ne veut plus y être mêlé, Xu refuse de croire qu'il puisse être devenu quelqu'un de bien.
Xu retourne immédiatement au bureau du comté pour obtenir un mandat d'arrêt pour Tang Long. Après avoir demandé à Xu un pot-de-vin en échange du mandat, le magistrat informe le Maître des 72 Demons de l'endroit où se trouve Tang Long. Le Maître révèle que Liu est son fils et envoie des hommes pour capturer Liu et raser le village.

## Distribution
- Donnie Yen (VF : Marc Perez) : Liu Jinxi, ou Tang Long, le fils du Maître
- Takeshi Kaneshiro (VF : Alexis Victor) : Xu Baijiu, un détective connaissant la physiologie et l'acuponcture. Il vient de Wenjiang, Sichuan, et il parle Sichuanais.
- Tang Wei (VF : Olivia Luccioni) : Yu, la femme de Liu Jinxi.
- Jimmy Wang (VF : José Luccioni) : le Maître, leader des 72 Démons et le père de Tang Long.
- Kara Hui : 13e Madame, la femme du Maître.
- Li Xiaoran (VF : Jessica Monceau) : Xu Qianqi
- Jiang Wu : l'enquêteur de Xu Baiju.
- Zheng Wei : Liu Fangzheng, le fils d'un premier mariage de Yu, adopté par Liu Jinxi.
- Li Jiamin : Liu Xiaotian, le fils de Liu Jinxi et de Yu.
- Ethan Juan : un jeune condamné, qui a empoisonné ses parents et essayé de tuer Xu Baijiu.
- Chun Hyn : le propriétaire de la taverne.
- Wan To-shing : Xu Kun, un des 72 Démons.
- Kang Yu (VF : Jérôme Pauwels) : Yan Dongsheng, un criminel recherché tué par Liu Jinxi.

## Sortie
Le film s'est placé en première place du box office chinois et a rapporté plus de 100 millions de yuan (environ 15 millions d'euros) la semaine de sa sortie en salle.